# Torneo Clausura 2025 (Venezuela)
El Torneo Clausura 2025 es el segundo de los dos torneos de la temporada 2025 en la Primera División del fútbol venezolano.

## Formato
El torneo se juega con el formato todos contra todos en una rueda de 13 fechas, en los que participarán 14 equipos. Los mejores ocho de la primera ronda clasificarán a los cuadrangulares semifinales, con enfrentamientos de ida y vuelta, el primero de cada grupo clasificará a la final para definir al campeón. Los campeones de los dos torneos (Apertura y Clausura) se enfrentarán en una final a partidos de ida y vuelta para definir al campeón nacional quien se llevará el título de liga es decir, la estrella de la temporada. El equipo campeón del Torneo Apertura 2024 clasificará para la Copa Libertadores 2026 y el subcampeón clasificó para la Copa Sudamericana 2026.
Todo lo concerniente a un empate de puntos al finalizar el todos contra todos entre dos clubes, se dilucidará en favor del club que tenga mejor diferencia de goles a favor. Si persiste, se tomará en cuenta quien haya marcado más goles a favor; si el empate es entre tres o más clubes, se definirá en favor del club que tenga más puntos obtenidos solo entre los cruces de los clubes involucrados.

## Relevos
Son catorce equipos los que compiten en la liga, los cuales son los doce equipos ratificados de la temporada anterior y dos ascendidos de la Segunda División. Hubo dos equipos promovido, Yaracuyanos Fútbol Club que fue campeón de la temporada 2024 de la Segunda División, por otro lado Anzoátegui Fútbol Club, subcampeón de la Segunda División, tomó el lugar de Angostura Fútbol Club que por problemas económicos fue relegado a la categoría inferior.
| Pos. | Descendido de la Primera División |
| ---- | --------------------------------- |
| Ret. | Angostura                         |
| 14.º | Inter de Barinas                  |

| Pos. | Ascendido de la Segunda División |
| ---- | -------------------------------- |
| 1.º  | Yaracuyanos                      |
| 2.º  | Anzoátegui                       |

## Información
| Academia Puerto Cabello                   | Puerto Cabello | Eduardo Saragó        | Complejo Deportivo Socialista | 6000   | Givova      |
| Anzoátegui                                | Puerto La Cruz | Leo González          | José Antonio Anzoátegui       | 37 485 | RS          |
| Carabobo                                  | Valencia       | Daniel Farías         | Polideportivo Misael Delgado  | 10 400 | Runic       |
| Caracas                                   | Caracas        | Fernando Aristeguieta | Olímpico de la UCV            | 20 900 | Zeus        |
| Deportivo La Guaira                       | Caracas        | Juan Domingo Tolisano | Olímpico de la UCV            | 20 900 | RS          |
| Deportivo Táchira                         | San Cristóbal  | Edgar Pérez Greco     | Polideportivo de Pueblo Nuevo | 38 755 | Boman       |
| Estudiantes de Mérida                     | Mérida         | Jesús Ortiz           | Metropolitano de Mérida       | 42 200 | ECONTEX     |
| Metropolitanos                            | Caracas        | Francesco Stifano     | Olímpico de la UCV            | 20 900 | RS          |
| Monagas                                   | Maturín        | Marcelo Zuleta        | Monumental de Maturín         | 51 796 | RS          |
| Portuguesa                                | Araure         | Giancarlo Maldonado   | José Antonio Páez             | 14 000 | RS          |
| Rayo Zuliano                              | Maracaibo      | Javier Villafráz      | José Encarnación Romero       | 40 800 | Attle       |
| Universidad Central                       | Caracas        | Daniel Sasso          | Olímpico de la UCV            | 20 900 | New Arrival |
| Yaracuyanos                               | San Felipe     | Arnaldo Aranda        | Florentino Oropeza            | 12 000 | Manita      |
| Zamora                                    | Barinas        | José María Morr       | Agustín Tovar                 | 25 500 | RS          |
| Datos actualizados al 4 de julio de 2025. |                |                       |                               |        |             |

### Cambios de entrenadores
| Equipo         | Entrenador            | Tipo                         | Salida               | Posición | Entrenador            | Entrada              |
| -------------- | --------------------- | ---------------------------- | -------------------- | -------- | --------------------- | -------------------- |
| Monagas        | Jhonny Ferreira       | Fichado por Venezuela sub-17 | 8 de julio de 2025   | 14.°     | Carlos Javier Fuhrman | 8 de julio de 2025   |
| Monagas        | Carlos Javier Fuhrman | Fin de interinato            | 16 de julio de 2025  | 13.°     | Marcelo Zuleta        | 16 de julio de 2025  |
| Yaracuyanos    | Dayron Pérez          | Fichado por Barranquilla     | 23 de julio de 2025  | 13.°     | Arnaldo Aranda        | 23 de julio de 2025  |
| Metropolitanos | Roland Marcenaro      | Mutuo acuerdo                | 12 de agosto de 2025 | 12.°     | Francesco Stifano     | 13 de agosto de 2025 |

## Localización

### Equipos por región
| Capital           | 4 | Caracas, Deportivo La Guaira, Metropolitanos, Universidad Central | Dep. Táchira Estudiantes (M) Rayo Zuliano Zamora Portuguesa Yaracuyanos Carabobo Puerto Cabello Monagas Anzoátegui Caracas Equipos en Caracas Caracas Deportivo La Guaira Metropolitanos Universidad Central |
| Los Andes         | 3 | Deportivo Táchira, Estudiantes de Mérida, Zamora                  | Dep. Táchira Estudiantes (M) Rayo Zuliano Zamora Portuguesa Yaracuyanos Carabobo Puerto Cabello Monagas Anzoátegui Caracas Equipos en Caracas Caracas Deportivo La Guaira Metropolitanos Universidad Central |
| Central           | 2 | Academia Puerto Cabello, Carabobo                                 | Dep. Táchira Estudiantes (M) Rayo Zuliano Zamora Portuguesa Yaracuyanos Carabobo Puerto Cabello Monagas Anzoátegui Caracas Equipos en Caracas Caracas Deportivo La Guaira Metropolitanos Universidad Central |
| Nor-Oriental      | 2 | Anzoátegui, Monagas                                               | Dep. Táchira Estudiantes (M) Rayo Zuliano Zamora Portuguesa Yaracuyanos Carabobo Puerto Cabello Monagas Anzoátegui Caracas Equipos en Caracas Caracas Deportivo La Guaira Metropolitanos Universidad Central |
| Centro Occidental | 2 | Portuguesa, Yaracuyanos                                           | Dep. Táchira Estudiantes (M) Rayo Zuliano Zamora Portuguesa Yaracuyanos Carabobo Puerto Cabello Monagas Anzoátegui Caracas Equipos en Caracas Caracas Deportivo La Guaira Metropolitanos Universidad Central |
| Zuliana           | 1 | Rayo Zuliano                                                      | Dep. Táchira Estudiantes (M) Rayo Zuliano Zamora Portuguesa Yaracuyanos Carabobo Puerto Cabello Monagas Anzoátegui Caracas Equipos en Caracas Caracas Deportivo La Guaira Metropolitanos Universidad Central |

## Todos contra todos

### Clasificación
| Pos. | Equipo                  | Pts. | PJ | G | E | P | GF | GC | Dif. | Clasificación              |
| ---- | ----------------------- | ---- | -- | - | - | - | -- | -- | ---- | -------------------------- |
| 1    | Deportivo La Guaira     | 18   | 7  | 6 | 0 | 1 | 18 | 5  | +13  | Cuadrangulares semifinales |
| 2    | Deportivo Táchira       | 14   | 7  | 4 | 2 | 1 | 10 | 7  | +3   | Cuadrangulares semifinales |
| 3    | Carabobo                | 14   | 7  | 4 | 2 | 1 | 7  | 4  | +3   | Cuadrangulares semifinales |
| 4    | Caracas                 | 13   | 7  | 4 | 1 | 2 | 9  | 8  | +1   | Cuadrangulares semifinales |
| 5    | Universidad Central     | 11   | 7  | 3 | 2 | 2 | 9  | 6  | +3   | Cuadrangulares semifinales |
| 6    | Monagas                 | 11   | 7  | 3 | 2 | 2 | 7  | 6  | +1   | Cuadrangulares semifinales |
| 7    | Academia Puerto Cabello | 10   | 7  | 2 | 4 | 1 | 9  | 7  | +2   | Cuadrangulares semifinales |
| 8    | Estudiantes de Mérida   | 10   | 7  | 3 | 1 | 3 | 6  | 6  | 0    | Cuadrangulares semifinales |
| 9    | Zamora                  | 10   | 7  | 3 | 1 | 3 | 5  | 7  | −2   |                            |
| 10   | Rayo Zuliano            | 10   | 7  | 3 | 1 | 3 | 7  | 10 | −3   |                            |
| 11   | Anzoátegui              | 6    | 7  | 2 | 0 | 5 | 4  | 9  | −5   |                            |
| 12   | Metropolitanos          | 5    | 7  | 1 | 2 | 4 | 8  | 12 | −4   |                            |
| 13   | Yaracuyanos             | 1    | 7  | 0 | 1 | 6 | 4  | 10 | −6   |                            |
| 14   | Portuguesa              | 1    | 7  | 1 | 1 | 5 | 3  | 9  | −6   |                            |

Actualizado a los partidos jugados el 17 de agosto de 2025.
 Fuente: Liga FutVe
Notas:
1. ↑  Portuguesa fue sancionado por la FVF mediante la Resolución N.° 072-2025 con la reducción de 3 puntos.[10]

### Evolución de las posiciones
| Equipo \ Jornadas       | 01 | 02 | 03 | 04 | 05 | 06 | 07 | 08 | 09 | 10 | 11 | 12 | 13 |
| ----------------------- | -- | -- | -- | -- | -- | -- | -- | -- | -- | -- | -- | -- | -- |
| Academia Puerto Cabello | 5  | 3  | 7  | 5  | 5  | 5  | 7  |    |    |    |    |    |    |
| Anzoátegui              | 13 | 14 | 14 | 11 | 9  | 11 | 11 |    |    |    |    |    |    |
| Carabobo                | 4  | 5  | 3  | 3  | 3  | 3  | 3  |    |    |    |    |    |    |
| Caracas                 | 3  | 2  | 2  | 4  | 4  | 4  | 4  |    |    |    |    |    |    |
| Deportivo La Guaira     | 1  | 1  | 1  | 1  | 1  | 1  | 1  |    |    |    |    |    |    |
| Deportivo Táchira       | 7  | 4  | 4  | 2  | 2  | 2  | 2  |    |    |    |    |    |    |
| Estudiantes de Mérida   | 10 | 8  | 9  | 9  | 12 | 9  | 8  |    |    |    |    |    |    |
| Metropolitanos          | 6  | 10 | 5  | 8  | 11 | 12 | 12 |    |    |    |    |    |    |
| Monagas                 | 14 | 13 | 10 | 6  | 7  | 8  | 6  |    |    |    |    |    |    |
| Portuguesa              | 9  | 9  | 12 | 13 | 13 | 13 | 14 |    |    |    |    |    |    |
| Rayo Zuliano            | 11 | 6  | 11 | 12 | 10 | 6  | 10 |    |    |    |    |    |    |
| Universidad Central     | 2  | 7  | 8  | 7  | 6  | 7  | 5  |    |    |    |    |    |    |
| Yaracuyanos             | 12 | 12 | 13 | 14 | 14 | 14 | 13 |    |    |    |    |    |    |
| Zamora                  | 8  | 11 | 6  | 10 | 8  | 10 | 9  |    |    |    |    |    |    |

### Resultados
- La hora de cada encuentro corresponde al huso horario que rige a Venezuela (UTC-4).

| Fecha 1                 | Fecha 1   | Fecha 1               | Fecha 1                 | Fecha 1    | Fecha 1 |
| Local                   | Resultado | Visitante             | Estadio                 | Fecha      | Hora    |
| ----------------------- | --------- | --------------------- | ----------------------- | ---------- | ------- |
| Academia Puerto Cabello | 2 – 2     | Metropolitanos        | La Bombonerita          | 4 de julio | 17:00   |
| Yaracuyanos             | 1 – 2     | Portuguesa            | Florentino Oropeza      | 5 de julio | 15:30   |
| Carabobo                | 2 – 1     | Estudiantes de Mérida | Misael Delgado          | 5 de julio | 18:00   |
| Caracas                 | 2 – 1     | Rayo Zuliano          | Olímpico de la UCV      | 6 de julio | 17:00   |
| Anzoátegui              | 0 – 2     | Universidad Central   | José Antonio Anzoátegui | 6 de julio | 18:00   |
| Zamora                  | 1 – 1     | Deportivo Táchira     | Agustín Tovar           | 6 de julio | 19:30   |
| Deportivo La Guaira     | 2 – 0     | Monagas               | Olímpico de la UCV      | 7 de julio | 19:00   |

| Fecha 2                 | Fecha 2   | Fecha 2             | Fecha 2                       | Fecha 2     | Fecha 2 |
| Local                   | Resultado | Visitante           | Estadio                       | Fecha       | Hora    |
| ----------------------- | --------- | ------------------- | ----------------------------- | ----------- | ------- |
| Universidad Central     | 1 – 2     | Deportivo La Guaira | Olímpico de la UCV            | 11 de julio | 17:00   |
| Portuguesa              | 0 – 0     | Carabobo            | José Antonio Páez             | 11 de julio | 19:30   |
| Rayo Zuliano            | 2 – 0     | Anzoátegui          | José Encarnación Romero       | 12 de julio | 15:30   |
| Estudiantes de Mérida   | 2 – 1     | Zamora              | Metropolitano de Mérida       | 12 de julio | 18:00   |
| Academia Puerto Cabello | 1 – 0     | Yaracuyanos         | La Bombonerita                | 12 de julio | 20:30   |
| Metropolitanos          | 2 – 3     | Caracas             | Olímpico de la UCV            | 13 de julio | 17:00   |
| Deportivo Táchira       | 2 – 1     | Monagas             | Polideportivo de Pueblo Nuevo | 13 de julio | 19:30   |

| Fecha 3             | Fecha 3   | Fecha 3                 | Fecha 3                 | Fecha 3     | Fecha 3 |
| Local               | Resultado | Visitante               | Estadio                 | Fecha       | Hora    |
| ------------------- | --------- | ----------------------- | ----------------------- | ----------- | ------- |
| Deportivo La Guaira | 4 – 0     | Rayo Zuliano            | Olímpico de la UCV      | 18 de julio | 17:30   |
| Anzoátegui          | 0 – 1     | Caracas                 | José Antonio Anzoátegui | 18 de julio | 20:00   |
| Universidad Central | 1 – 2     | Deportivo Táchira       | Olímpico de la UCV      | 19 de julio | 17:00   |
| Carabobo            | 2 – 0     | Academia Puerto Cabello | Misael Delgado          | 19 de julio | 18:00   |
| Monagas             | 1 – 0     | Estudiantes de Mérida   | Monumental de Maturín   | 19 de julio | 19:00   |
| Metropolitanos      | 2 – 1     | Yaracuyanos             | Olímpico de la UCV      | 20 de julio | 17:00   |
| Zamora              | 1 – 0     | Portuguesa              | Agustín Tovar           | 20 de julio | 19:30   |

| Fecha 4                 | Fecha 4   | Fecha 4             | Fecha 4                       | Fecha 4     | Fecha 4 |
| Local                   | Resultado | Visitante           | Estadio                       | Fecha       | Hora    |
| ----------------------- | --------- | ------------------- | ----------------------------- | ----------- | ------- |
| Estudiantes de Mérida   | 0 – 0     | Universidad Central | Metropolitano de Mérida       | 23 de julio | 18:30   |
| Deportivo Táchira       | 2 – 0     | Rayo Zuliano        | Polideportivo de Pueblo Nuevo | 23 de julio | 19:00   |
| Caracas                 | 0 – 3     | Deportivo La Guaira | Olímpico de la UCV            | 23 de julio | 19:30   |
| Yaracuyanos             | 1 – 2     | Carabobo            | Florentino Oropeza            | 24 de julio | 17:00   |
| Metropolitanos          | 1 – 2     | Anzoátegui          | Olímpico de la UCV            | 24 de julio | 18:00   |
| Portuguesa              | 0 – 1     | Monagas             | José Antonio Páez             | 24 de julio | 20:30   |
| Academia Puerto Cabello | 3 – 0     | Zamora              | La Bombonerita                | 25 de julio | 19:30   |

| Fecha 5             | Fecha 5   | Fecha 5                 | Fecha 5                 | Fecha 5     | Fecha 5 |
| Local               | Resultado | Visitante               | Estadio                 | Fecha       | Hora    |
| ------------------- | --------- | ----------------------- | ----------------------- | ----------- | ------- |
| Zamora              | 1 – 0     | Yaracuyanos             | Agustín Tovar           | 1 de agosto | 17:00   |
| Deportivo La Guaira | 1 – 2     | Anzoátegui              | Olímpico de la UCV      | 1 de agosto | 19:30   |
| Rayo Zuliano        | 2 – 1     | Estudiantes de Mérida   | José Encarnación Romero | 2 de agosto | 15:30   |
| Caracas             | 1 – 1     | Deportivo Táchira       | Olímpico de la UCV      | 2 de agosto | 17:00   |
| Carabobo            | 0 – 0     | Metropolitanos          | Misael Delgado          | 2 de agosto | 19:30   |
| Monagas             | 1 – 1     | Academia Puerto Cabello | Monumental de Maturín   | 3 de agosto | 17:00   |
| Universidad Central | 2 – 0     | Portuguesa              | Olímpico de la UCV      | 3 de agosto | 19:30   |

| Fecha 6                 | Fecha 6   | Fecha 6             | Fecha 6                       | Fecha 6      | Fecha 6 |
| Local                   | Resultado | Visitante           | Estadio                       | Fecha        | Hora    |
| ----------------------- | --------- | ------------------- | ----------------------------- | ------------ | ------- |
| Carabobo                | 1 – 0     | Zamora              | Misael Delgado                | 9 de agosto  | 17:00   |
| Deportivo Táchira       | 1 – 0     | Anzoátegui          | Polideportivo de Pueblo Nuevo | 9 de agosto  | 19:30   |
| Metropolitanos          | 1 – 3     | Deportivo La Guaira | Olímpico de la UCV            | 10 de agosto | 17:00   |
| Estudiantes de Mérida   | 1 – 0     | Caracas             | Metropolitano de Mérida       | 10 de agosto | 18:00   |
| Academia Puerto Cabello | 2 – 2     | Universidad Central | La Bombonerita                | 10 de agosto | 20:30   |
| Yaracuyanos             | 1 – 1     | Monagas             | Florentino Oropeza            | 11 de agosto | 17:00   |
| Portuguesa              | 1 – 2     | Rayo Zuliano        | José Antonio Páez             | 11 de agosto | 19:30   |

| Fecha 7             | Fecha 7   | Fecha 7                 | Fecha 7                 | Fecha 7      | Fecha 7 |
| Local               | Resultado | Visitante               | Estadio                 | Fecha        | Hora    |
| ------------------- | --------- | ----------------------- | ----------------------- | ------------ | ------- |
| Universidad Central | 1 – 0     | Yaracuyanos             | Olímpico de la UCV      | 15 de agosto | 18:00   |
| Anzoátegui          | 0 – 1     | Estudiantes de Mérida   | José Antonio Anzoátegui | 15 de agosto | 20:30   |
| Caracas             | 2 – 0     | Portuguesa              | Olímpico de la UCV      | 16 de agosto | 17:00   |
| Zamora              | 1 – 0     | Metropolitanos          | Agustín Tovar           | 16 de agosto | 18:00   |
| Monagas             | 2 – 0     | Carabobo                | Monumental de Maturín   | 16 de agosto | 19:30   |
| Rayo Zuliano        | 0 – 0     | Academia Puerto Cabello | José Encarnación Romero | 17 de agosto | 15:30   |
| Deportivo La Guaira | 3 – 1     | Deportivo Táchira       | Olímpico de la UCV      | 17 de agosto | 18:00   |

| Fecha 8                 | Fecha 8   | Fecha 8             | Fecha 8 | Fecha 8 | Fecha 8 |
| Local                   | Resultado | Visitante           | Estadio | Fecha   | Hora    |
| ----------------------- | --------- | ------------------- | ------- | ------- | ------- |
| Zamora                  | vs.       | Monagas             |         |         |         |
| Academia Puerto Cabello | vs.       | Caracas             |         |         |         |
| Yaracuyanos             | vs.       | Rayo Zuliano        |         |         |         |
| Portuguesa              | vs.       | Anzoátegui          |         |         |         |
| Carabobo                | vs.       | Universidad Central |         |         |         |
| Metropolitanos          | vs.       | Deportivo Táchira   |         |         |         |
| Estudiantes de Mérida   | vs.       | Deportivo La Guaira |         |         |         |

| Fecha 9             | Fecha 9   | Fecha 9                 | Fecha 9 | Fecha 9 | Fecha 9 |
| Local               | Resultado | Visitante               | Estadio | Fecha   | Hora    |
| ------------------- | --------- | ----------------------- | ------- | ------- | ------- |
| Caracas             | vs.       | Yaracuyanos             |         |         |         |
| Deportivo Táchira   | vs.       | Estudiantes de Mérida   |         |         |         |
| Rayo Zuliano        | vs.       | Carabobo                |         |         |         |
| Universidad Central | vs.       | Zamora                  |         |         |         |
| Anzoátegui          | vs.       | Academia Puerto Cabello |         |         |         |
| Monagas             | vs.       | Metropolitanos          |         |         |         |
| Deportivo La Guaira | vs.       | Portuguesa              |         |         |         |

| Fecha 10                | Fecha 10  | Fecha 10              | Fecha 10 | Fecha 10 | Fecha 10 |
| Local                   | Resultado | Visitante             | Estadio  | Fecha    | Hora     |
| ----------------------- | --------- | --------------------- | -------- | -------- | -------- |
| Monagas                 | vs.       | Universidad Central   |          |          |          |
| Yaracuyanos             | vs.       | Anzoátegui            |          |          |          |
| Carabobo                | vs.       | Caracas               |          |          |          |
| Zamora                  | vs.       | Rayo Zuliano          |          |          |          |
| Metropolitanos          | vs.       | Estudiantes de Mérida |          |          |          |
| Academia Puerto Cabello | vs.       | Deportivo La Guaira   |          |          |          |
| Portuguesa              | vs.       | Deportivo Táchira     |          |          |          |

| Fecha 11              | Fecha 11  | Fecha 11                | Fecha 11 | Fecha 11 | Fecha 11 |
| Local                 | Resultado | Visitante               | Estadio  | Fecha    | Hora     |
| --------------------- | --------- | ----------------------- | -------- | -------- | -------- |
| Deportivo Táchira     | vs.       | Academia Puerto Cabello |          |          |          |
| Rayo Zuliano          | vs.       | Monagas                 |          |          |          |
| Estudiantes de Mérida | vs.       | Portuguesa              |          |          |          |
| Deportivo La Guaira   | vs.       | Yaracuyanos             |          |          |          |
| Universidad Central   | vs.       | Metropolitanos          |          |          |          |
| Anzoátegui            | vs.       | Carabobo                |          |          |          |
| Caracas               | vs.       | Zamora                  |          |          |          |

| Fecha 12                | Fecha 12  | Fecha 12              | Fecha 12 | Fecha 12 | Fecha 12 |
| Local                   | Resultado | Visitante             | Estadio  | Fecha    | Hora     |
| ----------------------- | --------- | --------------------- | -------- | -------- | -------- |
| Carabobo                | vs.       | Deportivo La Guaira   |          |          |          |
| Monagas                 | vs.       | Caracas               |          |          |          |
| Academia Puerto Cabello | vs.       | Estudiantes de Mérida |          |          |          |
| Yaracuyanos             | vs.       | Deportivo Táchira     |          |          |          |
| Zamora                  | vs.       | Anzoátegui            |          |          |          |
| Universidad Central     | vs.       | Rayo Zuliano          |          |          |          |
| Metropolitanos          | vs.       | Portuguesa            |          |          |          |

| Fecha 13              | Fecha 13  | Fecha 13                | Fecha 13 | Fecha 13 | Fecha 13 |
| Local                 | Resultado | Visitante               | Estadio  | Fecha    | Hora     |
| --------------------- | --------- | ----------------------- | -------- | -------- | -------- |
| Deportivo La Guaira   | vs.       | Zamora                  |          |          |          |
| Estudiantes de Mérida | vs.       | Yaracuyanos             |          |          |          |
| Rayo Zuliano          | vs.       | Metropolitanos          |          |          |          |
| Anzoátegui            | vs.       | Monagas                 |          |          |          |
| Caracas               | vs.       | Universidad Central     |          |          |          |
| Deportivo Táchira     | vs.       | Carabobo                |          |          |          |
| Portuguesa            | vs.       | Academia Puerto Cabello |          |          |          |

## Cuadrangulares semifinales
- La hora de cada encuentro corresponde al huso horario que rige a Venezuela (UTC-4).

La segunda fase del Torneo Clausura 2025 serán los cuadrangulares semifinales. Estos los disputarán los ocho mejores equipos del torneo distribuidos en dos grupos de cuatro equipos. Los dos primeros de la fase todos contra todos fueron cabezas de los grupos A y B, respectivamente, mientras que los seis equipos restantes fueron sorteados según su posición para integrar los dos grupos. Los ganadores de cada grupo de los cuadrangulares se enfrentarán en la gran final para definir al campeón.
|  |                                     |
|  | Clasificados a la final del torneo. |

| Pos. | Equipo | Pts. | PJ | G | E | P | GF | GC | Dif. | Clasificación |  | AAA | BBB | CCC | DDD |
| ---- | ------ | ---- | -- | - | - | - | -- | -- | ---- | ------------- |  | --- | --- | --- | --- |
| 1    |        | 0    | 0  | 0 | 0 | 0 | 0  | 0  | 0    | Final         |  | —   |     |     |     |
| 2    |        | 0    | 0  | 0 | 0 | 0 | 0  | 0  | 0    |               |  |     | —   |     |     |
| 3    |        | 0    | 0  | 0 | 0 | 0 | 0  | 0  | 0    |               |  |     | —   |     |     |
| 4    |        | 0    | 0  | 0 | 0 | 0 | 0  | 0  | 0    |               |  |     |     | —   |     |

| Equipo \ Jornadas | 01 | 02 | 03 | 04 | 05 | 06 |
| ----------------- | -- | -- | -- | -- | -- | -- |
| Por definir       |    |    |    |    |    |    |
| Por definir       |    |    |    |    |    |    |
| Por definir       |    |    |    |    |    |    |
| Por definir       |    |    |    |    |    |    |

| Fecha 1 | Fecha 1   | Fecha 1   | Fecha 1 | Fecha 1 | Fecha 1 |
| Local   | Resultado | Visitante | Estadio | Fecha   | Hora    |
| ------- | --------- | --------- | ------- | ------- | ------- |
|         | vs.       |           |         |         |         |
|         | vs.       |           |         |         |         |

| Fecha 2 | Fecha 2   | Fecha 2   | Fecha 2 | Fecha 2 | Fecha 2 |
| Local   | Resultado | Visitante | Estadio | Fecha   | Hora    |
| ------- | --------- | --------- | ------- | ------- | ------- |
|         | vs.       |           |         |         |         |
|         | vs.       |           |         |         |         |

| Fecha 3 | Fecha 3   | Fecha 3   | Fecha 3 | Fecha 3 | Fecha 3 |
| Local   | Resultado | Visitante | Estadio | Fecha   | Hora    |
| ------- | --------- | --------- | ------- | ------- | ------- |
|         | vs.       |           |         |         |         |
|         | vs.       |           |         |         |         |

| Fecha 4 | Fecha 4   | Fecha 4   | Fecha 4 | Fecha 4 | Fecha 4 |
| Local   | Resultado | Visitante | Estadio | Fecha   | Hora    |
| ------- | --------- | --------- | ------- | ------- | ------- |
|         | vs.       |           |         |         |         |
|         | vs.       |           |         |         |         |

| Fecha 5 | Fecha 5   | Fecha 5   | Fecha 5 | Fecha 5 | Fecha 5 |
| Local   | Resultado | Visitante | Estadio | Fecha   | Hora    |
| ------- | --------- | --------- | ------- | ------- | ------- |
|         | vs.       |           |         |         |         |
|         | vs.       |           |         |         |         |

| Fecha 6 | Fecha 6   | Fecha 6   | Fecha 6 | Fecha 6 | Fecha 6 |
| Local   | Resultado | Visitante | Estadio | Fecha   | Hora    |
| ------- | --------- | --------- | ------- | ------- | ------- |
|         | vs.       |           |         |         |         |
|         | vs.       |           |         |         |         |

| Pos. | Equipo | Pts. | PJ | G | E | P | GF | GC | Dif. | Clasificación |  | AAA | BBB | CCC | DDD |
| ---- | ------ | ---- | -- | - | - | - | -- | -- | ---- | ------------- |  | --- | --- | --- | --- |
| 1    |        | 0    | 0  | 0 | 0 | 0 | 0  | 0  | 0    | Final         |  | —   |     |     |     |
| 2    |        | 0    | 0  | 0 | 0 | 0 | 0  | 0  | 0    |               |  |     | —   |     |     |
| 3    |        | 0    | 0  | 0 | 0 | 0 | 0  | 0  | 0    |               |  |     | —   |     |     |
| 4    |        | 0    | 0  | 0 | 0 | 0 | 0  | 0  | 0    |               |  |     |     | —   |     |

| Equipo \ Jornadas | 01 | 02 | 03 | 04 | 05 | 06 |
| ----------------- | -- | -- | -- | -- | -- | -- |
| Por definir       |    |    |    |    |    |    |
| Por definir       |    |    |    |    |    |    |
| Por definir       |    |    |    |    |    |    |
| Por definir       |    |    |    |    |    |    |

| Fecha 1 | Fecha 1   | Fecha 1   | Fecha 1 | Fecha 1 | Fecha 1 |
| Local   | Resultado | Visitante | Estadio | Fecha   | Hora    |
| ------- | --------- | --------- | ------- | ------- | ------- |
|         | vs.       |           |         |         |         |
|         | vs.       |           |         |         |         |

| Fecha 2 | Fecha 2   | Fecha 2   | Fecha 2 | Fecha 2 | Fecha 2 |
| Local   | Resultado | Visitante | Estadio | Fecha   | Hora    |
| ------- | --------- | --------- | ------- | ------- | ------- |
|         | vs.       |           |         |         |         |
|         | vs.       |           |         |         |         |

| Fecha 3 | Fecha 3   | Fecha 3   | Fecha 3 | Fecha 3 | Fecha 3 |
| Local   | Resultado | Visitante | Estadio | Fecha   | Hora    |
| ------- | --------- | --------- | ------- | ------- | ------- |
|         | vs.       |           |         |         |         |
|         | vs.       |           |         |         |         |

| Fecha 4 | Fecha 4   | Fecha 4   | Fecha 4 | Fecha 4 | Fecha 4 |
| Local   | Resultado | Visitante | Estadio | Fecha   | Hora    |
| ------- | --------- | --------- | ------- | ------- | ------- |
|         | vs.       |           |         |         |         |
|         | vs.       |           |         |         |         |

| Fecha 5 | Fecha 5   | Fecha 5   | Fecha 5 | Fecha 5 | Fecha 5 |
| Local   | Resultado | Visitante | Estadio | Fecha   | Hora    |
| ------- | --------- | --------- | ------- | ------- | ------- |
|         | vs.       |           |         |         |         |
|         | vs.       |           |         |         |         |

| Fecha 6 | Fecha 6   | Fecha 6   | Fecha 6 | Fecha 6 | Fecha 6 |
| Local   | Resultado | Visitante | Estadio | Fecha   | Hora    |
| ------- | --------- | --------- | ------- | ------- | ------- |
|         | vs.       |           |         |         |         |
|         | vs.       |           |         |         |         |

| Fecha por definir |  | vs. |  |  |  |
| --:--             |  |     |  |  |  |

| Bandera de Venezuela                        |
| Ganador                                     |
| Por definir Clasificado a la Final Absoluta |

| Jugador      | G. | Part. | Prom. | Min. | M/G | Club |
| ------------ | -- | ----- | ----- | ---- | --- | ---- |
| Bandera de ? |    |       |       |      |     |      |

| Datos actualizados a 18 de septiembre de 2021 según la página oficial de la competición. |

| Jugador      | A. | Part. | Prom. | Min. | M/A | Club |
| ------------ | -- | ----- | ----- | ---- | --- | ---- |
| Bandera de ? |    |       |       |      |     |      |

| Datos actualizados a 18 de septiembre de 2021 según la página oficial de la competición. |

| Jugador      | G. | Part. | Prom. | Min. | M/G | Club |
| ------------ | -- | ----- | ----- | ---- | --- | ---- |
| Bandera de ? |    |       |       |      |     |      |

| Datos actualizados a 18 de septiembre de 2021 según la página oficial de la competición. |

| Jugador      | A. | Part. | Prom. | Min. | M/A | Club |
| ------------ | -- | ----- | ----- | ---- | --- | ---- |
| Bandera de ? |    |       |       |      |     |      |

| Datos actualizados a 18 de septiembre de 2021 según la página oficial de la competición. |

| Jugador | Club | P.I. | Part. | Prom. | G.E. | G.P. | Par. | %Par. |
| ------- | ---- | ---- | ----- | ----- | ---- | ---- | ---- | ----- |
|         |      |      |       |       |      |      |      |       |

| Datos actualizados según la página oficial de la competición. |